# 面谷誠
面谷 誠（おもだに せい、明治37年（1904年）10月31日 - 昭和46年（1971年））は日本の実業家。銘酒暁山醸造元、面谷合名会社代表社員。元境港商工会議所会頭、顧問。

## 経歴
鳥取県境港市出身。米子中学校（現米子東高校）卒業後、東京大蔵省醸造試験所に入所。翌年、試験所の課程を修了すると、帰郷して家業に従事する。
昭和19年（1944年）面谷合名会社の代表社員に就任。鳥取県酒造組合理事、鳥取県醤油工業協同組合理事を歴任。酒造業界の発展に尽力。
昭和23年（1948年）境港商工会議所会頭に就任。
境町学務委員をはじめ、境高等学校水産教育振興会会長も務め、教育会でも活躍した。

## 面谷合名会社
酒面谷酒類醤油醸造場として、明治4年（1871年）創業、昭和17年（1942年）根平、面谷支店、生中各店の権利を譲り受ける。白滝･白玉･境港の三銘酒の酒を作っていたが、大正13年（1924年）勅題｢暁山雲｣にちなみ｢暁山｣に改め、年産380キロリットルを生産している。うち一般酒｢暁山｣が90パーセントを占めるが、一級原酒｢竜吟｣、土産用｢五本松｣、吟造手造り｢ハイ暁山｣と新製品の開発に努めた。

## 関連
- 境港商工会議所